# Avon Protection
Avon Protection plc — британська компанія, яка займається виробництвом гумової та каучукової продукції. Штаб-квартира знаходиться за 3 км на південь від Мелкшема в графстві Вілтшир, Англія. Компанія котирується на Лондонській фондовій біржі.

## Історія
Бізнес було засновано, коли колишня суконну фабрику Avon Mill, на березі річки Ейвон у селі Лімплі-Сток у Вілтширі придбали Е. Г. Браун і Дж. К. Маргетсон у 1885 році. Спершу власники ділянки були торговцями лісом, але розширили свою діяльність у виробництві гумових виробів.

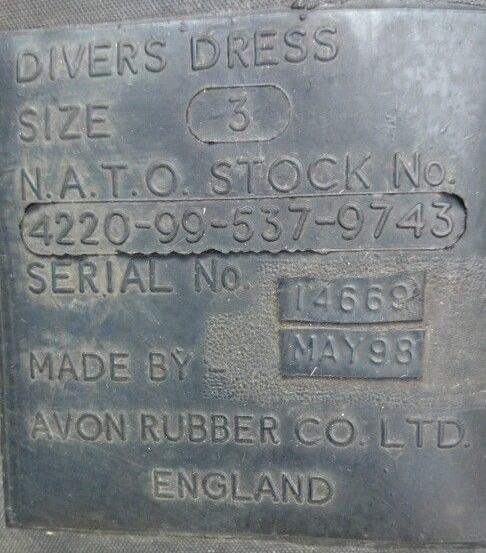
Етикетка військового водолазного костюма Avon

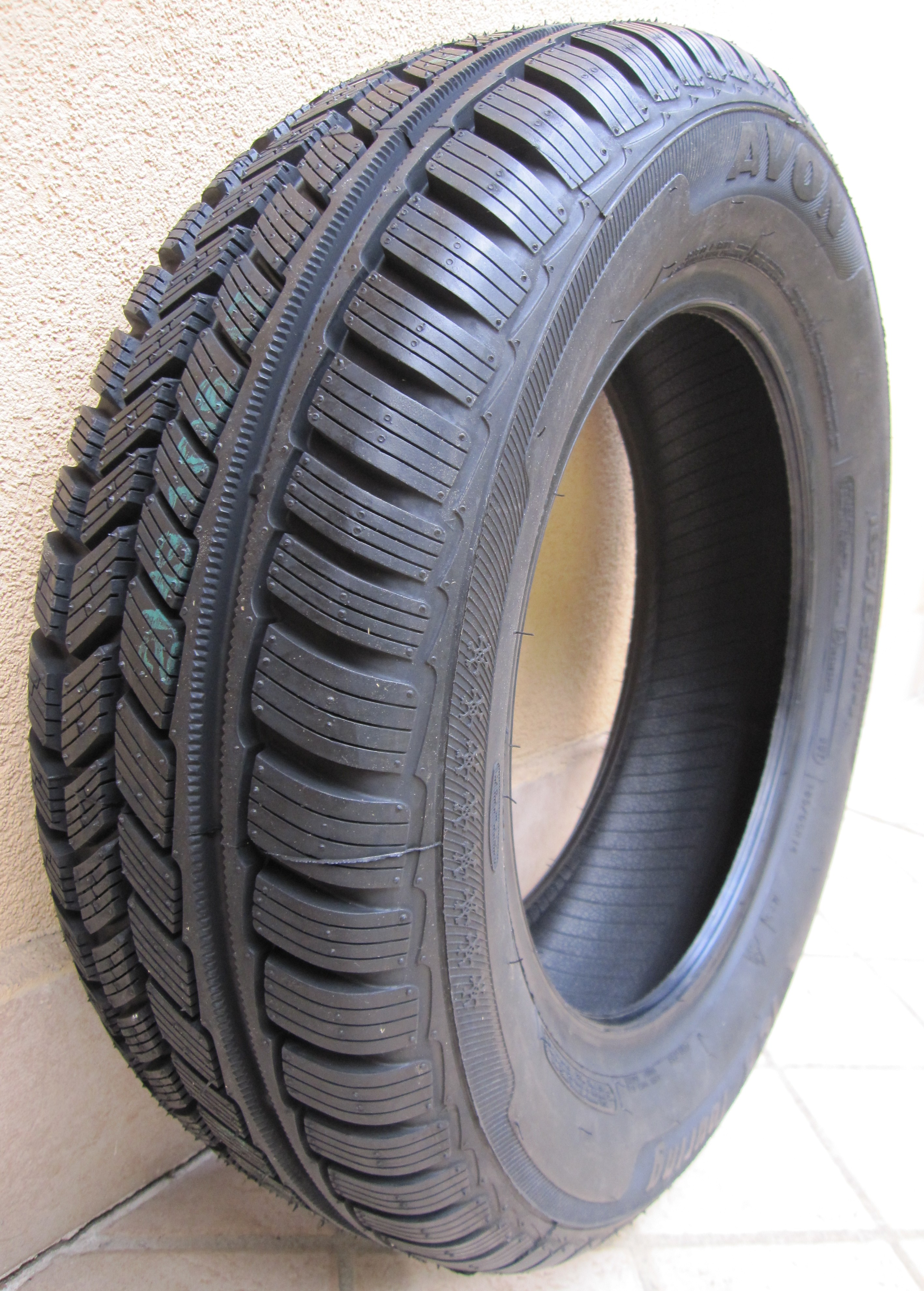
Зимова шина Avon Ice Touring з маркуванням M+S. Розмір: 185/65 R14 86T.

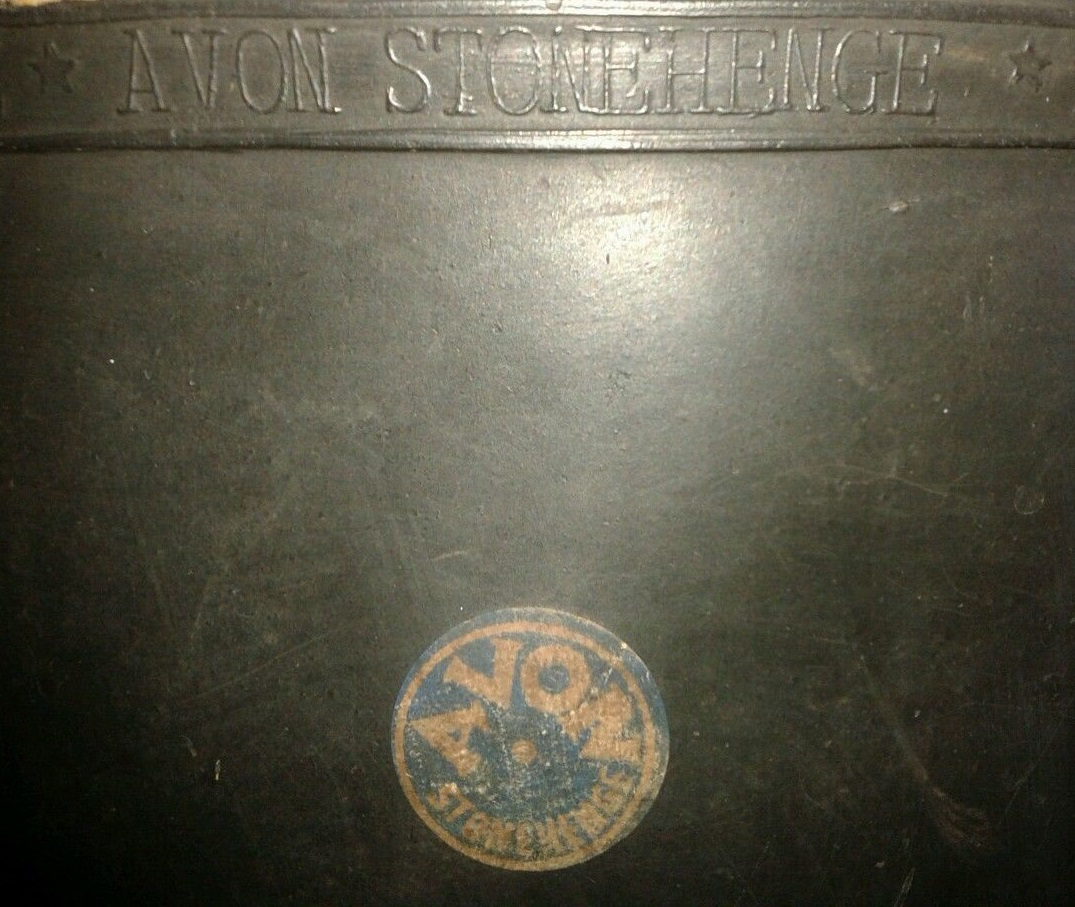
Маркування чобіт Avon Wellington

До 1890 року підприємство було переведено в приміщення в Мелкшемі й отримало назву The Avon India Rubber Company Limited. У той час продукція включала тверді шини, конвеєрні стрічки та компоненти для залізниць. До 1900 року почали випускати пневматичні шини для велосипедів, а до 1906 року під брендом Avon перші автомобільні шини.
Компанія розміщена на Лондонській фондовій біржі в 1933 році. У 1956 році вона придбала конкуруючу компанію George Spencer, Moulton & Co.
У 1958 році почала виробляти водолазні костюми Typhoon,. Протягом багатьох років компанія Avon Rubber виробляла сухі водолазні костюми для військового використання. Компанія також виготовляла гумові чоботи під брендом «Stonehenge».
Виробництво надувних човнів почалося в 1959 році. У 1994 році завод з виробництва човнів Avon Inflatables, що базується в Лланеллі, був відокремлений і проданий; згодом він став підрозділом французької компанії Zodiac Marine.
У сезонах 1981 і 1982 років Avon був активним постачальником шин для Формули-1. У сезоні 2011 року вони подали заявку, щоб стати постачальником Формули-1, але її було відхилено на користь Pirelli. Avon також був єдиним постачальником шин для Формули-3000 і Британської Формули-3 .
У 1997 році завод з виробництва шин Avon Tyres був проданий компанії Cooper Tire & Rubber Company з Фіндлі, штат Огайо, США, в результаті чого компанія зосередилася на своєму основному бізнесі — автомобільних компонентах, технічних виробах і захисному обладнанні.
У березні 2000 року Avon перемістила свою діяльність у виробництво та головний офіс у Гемптон-Парк-Вест, на південь від Мелкшема.
У червні 2005 року Avon придбала компанію International Safety Instruments, Inc., розташовану в Лоуренсвіллі, штат Джорджія, США. Avon-ISI є виробником автономних дихальних апаратів і тепловізійних систем для пожежних, правоохоронних і промислових застосувань.
У вересні 2020 року компанія відмовилася від бізнесу з виробництва доїльного обладнання milkrite | InterPuls, який викупила шведська компанія DeLaval за £160 мільйон. Це дозволило компанії зосередитися на індивідуальному захисті, як респіраторному, так і балістичному, під брендом Avon Protection. Незабаром після цього вони придбали Team Wendy, виробника шоломів для військових, за 130 млн доларів США .
У липні 2021 року компанія змінила назву з Avon Rubber на Avon Protection.